# 안동 관물당
안동 관물당(安東 觀物堂)은 경상북도 안동시 서후면에 있는 건축물이다. 2013년 4월 8일 경상북도의 민속문화재 제160호로 지정되었다.

## 개요
조선 선조 2년(1569) 송암 권호문 선생이 세워 학문을 가르치던 곳이다.
송암 권호문 선생은 퇴계 선생의 제자로 강호고사(江湖高士)로 알려져 있다.
이곳은 지상 1m 높이의 기단 위에 자연석 주춧돌을 사용한 검소한 건물로 평면은 一자형이고 지붕은 T자형을 이루고 있다. 왼쪽 지붕은 옆면에서 볼 때 사람 인(人)자 모양을 한 맞배지붕이며, 오른쪽은 옆면 지붕선이 여덟 팔(八)자 모양인 팔작지붕으로 꾸몄다.

## 참고 자료
- 안동 관물당 - 국가유산청 국가유산포털